# Eutelsat 70D
Eutelsat 70D – satelita telekomunikacyjny z serii Hot Bird należący do konsorcjum Eutelsat, wystrzelony 21 sierpnia 2002 podczas pierwszego lotu zbudowanej przez amerykańską firmę Lockheed Martin rakiety Atlas V. Był to jeden z trzech satelitów Hot Bird działających na orbicie geostacjonarnej na pozycji 13°E. Pierwotnie nazywał się Hot Bird 6, a następnie Hot Bird 13A. Nazwę Eutelsat Hot Bird 13A otrzymał 1 marca 2012 w ramach ujednolicenia nazw satelitów przez Eutelsat. W 2013 został przeniesiony na pozycję 8° W, gdzie został przemianowany na Eutelsat 8 West C jako wsparcie dla satelity Eutelsat 8 West A do czasu wystrzelenia satelity Eutelsat 8 West B. W 2015 przeniesiony jako Eutelsat 33D na pozycję 33° E, następnie na 70° E jako Eutelsat 70D. W 2016 satelitę przeniesiono na orbitę cmentarną i wyłączono.
Satelita zbudowany został przez firmę Alcatel Space Industries w oparciu o platformę Spacebus 3000 B3. Posiadał 28 transponderów pracujących w paśmie Ku oraz cztery transpondery pasma Ka. Planowany okres żywotności satelity wynosił 12 lat.
Obejmował swym zasięgiem Europę, Afrykę Północną i Bliski Wschód.
Eutelsat 70D był wykorzystywany m.in. przez polskich dostawców telewizji satelitarnej.